# 고이해
고이해(高爾解, ?~?)는 백제의 군인이다. 487년에 백제 동성왕으로부터 기노 오이와노스쿠네(紀大磐宿禰) 토벌을 명령받고 영군(領軍)이던 그는 내두(內頭) 막고해와 함께 토벌에 나섰다.

## 참고 자료
- 《일본서기》